# Abarema cochliacarpos
Abarema cochliacarpos  es una especie de planta  de la familia Fabaceae. Es endémica de Brasil: estados de Bahia, Espírito Santo,  Paraíba.
Es un árbol o arbusto arborescente que crece en las selvas húmedas costeras alcanzando 1,100 m de altura.

## Taxonomía
Abarema cochliacarpos fue descrita por (Gomes) Barneby & J.W.Grimes y publicado en Memoirs of The New York Botanical Garden 74(1): 94. 1996.
Sinonimia
- Mimosa cochliocarpos Gomes 1803
- Pithecellobium auaremotemo Mart. 1834
- Pithecellobium cochliocarpon (Gomes) J.F.Macbr.
- Inga nandinaefolia DC.
- Mimosa vago Vell.
- Pithecellobium avaremotemo Mart.
- Pithecellobium cochliocarpum (Gomes)J.F.Macbr.[4]